# First Issue
Public Image: First Issue è il primo album del gruppo musicale inglese Public Image Ltd., pubblicato nel 1978 dalla Warner Bros. Music/Virgin Music (Publishers).

## Il disco

### Origine e storia
Dopo aver lasciato i Sex Pistols, non senza strascichi polemici, durante il primo tour statunitense del gruppo, l'ormai ex Johnny Rotten (ora John Lydon), decise di volersi dedicare ad un progetto musicale da lui ritenuto più maturo ed articolato. Lydon organizzò quindi la sua nuova band con l'aiuto del chitarrista Keith Levene (ex membro dei Clash), del batterista Jim Walker, e del bassista Jah Wobble (vero nome John Wordle). Ben presto la musica suonata dai quattro si orienta verso sonorità di rock rumoristico, straniante, con venature dark-psichedeliche. Nello specifico, il canto di Lydon si fa sempre più straziante, ripetitivo, salmoidiante come quello di un novello muezzin metropolitano. Anche se è possibile rintracciare ancora le sonorità dei Sex Pistols in tracce come Low Life e Public Image, le atmosfere si fanno molto più sperimentali ed ostiche, con ritmi ipnotici, recitativi, suoni metallici, ecc...
La prima tiratura dell'album conteneva un inserto a colori impostato graficamente come una rivista, proprio per questo il disco venne intitolato First Issue ("primo numero"). Inoltre sulla copertina appaiono solo cinque titoli dei brani presenti sull'album. Ciò si verificò perché all'epoca di andare in stampa con la copertina, il gruppo aveva completato soltanto quei cinque brani (Religion, Attack, Public Image e Theme).

### Registrazione

#### Public Image
La canzone Public Image, pubblicata come singolo di debutto, venne registrata per prima. Le sedute di registrazione iniziarono alla metà di luglio del 1978 agli Advision Studios (23 Gosfield Street, Londra). Per le operazioni di missaggio e le sovraincisioni la band si spostò al Wessex Studios (106A Highbury Park, Londra).

#### Theme,Religion,Annalisa
Gran parte della prima facciata dell'album venne registrata in autunno ai Townhouse Studios (150 Goldhawk Road, Londra) e al The Manor Studio (Shipton Manor, Shipton-on-Cherwell OX5).

#### Low Life,Attack,Fodderstompf
Le ultime tre canzoni della seconda facciata furono registrate ai Gooseberry Sound Studios (19 Gerrard Street, Londra), uno studio economico utilizzato poiché la band aveva finito i soldi. Lydon conosceva lo studio perché vi aveva già registrato con i Sex Pistols nel gennaio 1977. Alla fine di settembre l'album poté dirsi completato. Per breve tempo, la band considerò anche l'idea di inserire nell'album una versione alternativa di Public Image con un testo differente, ma poi l'idea venne scartata.

### Missaggio finale dell'album
In occasione delle operazioni di missaggio definitivo delle tracce per il disco, il gruppo fece ritorno ai Townhouse Studios con l'ingegnere del suono Mick Glossop.

### Descrizione dei brani

#### Theme
- John Lydon (1978): «Non avete mai provato la sensazione di quando vi svegliate con un gran mal di testa, e date un'occhiata fuori al mondo che vi circonda, e pensate: "non contate su di me, preferisco morire!?"»[7]
- Keith Levene (2001): «Quando la registrammo, che era probabilmente la terza volta in tutto che la provavamo, venne fuori quasi da sola. Riusciva bene in concerto e amavamo la canzone. John scrisse il testo mentre incidevamo oppure lo aveva già scritto prima in segreto [...] arrivò in studio con un sacco di roba che vi si adattava perfettamente».[8]

#### Religion I
- Keith Levene (2001): «Nel mettere Religion sull'album in versione recitata di sole parole, partecipai solo nel ruolo di produttore. Pensavo che andasse fatto, così dissi a John di iniziare e lo registrai e basta. Fu una grande idea».[8]

#### Religion II
- Sid Vicious (1978): (rispondendo alla domanda se il gruppo avesse pronte delle canzoni nuove) «Yeah, ne abbiamo una nuova su Dio, ed è un vero attacco. Un vero assalto. E la suoniamo sull'aria della Marcia Funebre!».[9]
- John Lydon (1978/89/92/94): «Un resoconto di come hanno trasformato la religione. Iniziai a scrivere la canzone quando eravamo negli Stati Uniti.[10] Quando feci vedere a Sid, Paul, e Steve il testo di Religion sul bus, la loro unica risposta fu "Whoa!" [...] Dovevamo aspettare molto prima di un concerto a San Antonio[11] perché eravamo arrivati troppo in anticipo. Volevo che prestassero attenzione a quello che stavo facendo, ma non lo fecero mai. Capii che tutto era finito con Steve e Paul a partire da quel momento».[12] «Esiste una fotografia[13] in America dove si vede che siamo tutti seduti sul palco, e Sid prende il basso e io lo guardo, e Steve è seduto dietro. Quella era Religion, e loro non l'avrebbero nemmeno toccata: "È vile, non farlo, non piaceremo alla gente", haha!»[14] «Malcolm disse: "Ooh no, non va bene per la vostra immagine, non potete fare cose come questa!»"[15]
- Paul Cook (1988): (rispondendo alla domanda della rivista Q: «Suonasti in Religion?») «No. C'era l'idea, John voleva scrivere una canzone sulla religione, ma non arrivò mai a finirla».[16]
- Keith Levene (2001): «Con Religion, creammo la traccia strumentale e dicemmo a John di cantarci sopra il testo scritto da lui [...] Aveva le parole ma non sapeva assolutamente dove la canzone sarebbe andata a finire».[8]
- Jah Wobble (2012): «Credo che Lydon avesse già pronto il testo di Religion, la canzone finì per non piacermi [...] Non mi piace il tipo di sensibilità che sta dietro Religion, non mi piace che la religione venga criticata così per partito preso. [...] Neanche il mixaggio mi faceva impazzire, mi sembrava troppo duro. Questione di gusti. A Keith piace lo stesso».[17]

#### Annalisa
- John Lydon (1978): «[La canzone] è sugli stupidi genitori di quella ragazzina, che credevano posseduta dal demonio, e allora la lasciarono morire di fame».[6]
- Jim Walker (2007): «Al "The Manor" cercavamo un suono della batteria come dal vivo, allora registrammo nella vecchia sala del biliardo. Eravamo solo io e Rotten faccia a faccia, io suonavo la batteria e lui cantava».[18]

#### Public Image
- John Lydon (1978): «Public Image, nonostante la maggior parte della stampa la interpretò così, non era del tutto circa i fan, era un rimasuglio dal mio vecchio gruppo di prima. Parla di quello che passai stando in quella band. Non stavano mai a sentire cosa cazzo stessi cantando, non conoscevano neanche le parole delle mie canzoni. Non si preoccuparono mai di ascoltare, era tutto: "Ecco qui una nuova canzone, scrivici sopra un testo". Così lo facevo. Non facevano mai domande. Lo trovavo offensivo, significava che stavo letteralmente sprecando il mio tempo, perché se non lavori con persone del tuo stesso livello, non stai combinando nulla di buono. Al resto della band e a Malcolm non interessava che sapessi cantare, mi presero solo per l'immagine».[6]
- Jah Wobble (2009/12): «Praticamente la prima linea di basso che feci sentire a John e Keith [...] Fu la prima canzone alla quale lavorammo durante le sessioni in studio».[19]

#### Low Life
- John Lydon (1978/99): «Malcolm McLaren, il "borghese anarchico", il che dice tutto di lui».[6] «Low Life parla di Sid e di come lui si trasformò nella peggior caricatura di una fottuta star del rock».[20]
- Keith Levene (2001/07): «C'era questo tizio che era un vecchio amico di John (...) Sto tipo, Kenny MacDonald, si disegnava i vestiti da solo e li faceva anche per tutti noi, e per lui era una buona pubblicità che i ragazzi dei PIL indossassero la sua roba (...) Non sarebbe stato il suo cagnolino, e John pensava che lui volesse invece proprio questo. John lo nomina sul nostro primo album in Low Life».[8] «Quel brano era su Malcolm McLaren in teoria, ma ad un certo punto pensai parlasse di John Gray, un compagno di scuola di Lydon».[21]

#### Fodderstompf
- John Lydon (1978): «Avreste dovuto vedere la faccia di Branson quando la sentì per la prima volta, era furioso!»[22]
- Jim Walker (2001): «Nemmeno una canzone vera e propria, solo una masturbazione mentale, fatta per derubare i nostri fan. Mi si rivolta ancora lo stomaco a pensarci».[23]
- Tony Dale (roadie, 2004): «C'è principalmente Wobble in quella traccia, come probabilmente avrete capito, con il suo falsetto settentrionale, e buffonate varie. [...] Mi ricordo Wobble che entra nella sala di controllo dello studio a chiedere le sigarette mentre stavamo registrando la canzone, come se niente fosse!»[24]
- Jah Wobble (2005/09): «A suo modo, è cerebrale quanto i Funkadelic. E possiede la linea di basso funk perfetta».[25]

### Pubblicazione cancellata negli Stati Uniti
Il 9 febbraio 1979, i Warner Bros. Recording Studios di Hollywood prepararono una stampa di prova dell'album dei PiL per il lancio sul mercato statunitense. Il sound dell'opera venne però considerato troppo poco commerciale per il pubblico americano e venne avanzata la richiesta ai PiL di ri-registrare parte dell'album. Anche se la band acconsentì a registrare nuove versioni di alcuni brani tra marzo e maggio del 1979, l'album non fu mai pubblicato ufficialmente negli Stati Uniti. Solamente nel 1980, la Warner Bros. Records pubblicò la canzone Public Image sulla compilation Troublemakers, unica traccia dell'album mai pubblicata in America fino ad oggi.

### Video promozionale del branoPublic Image
Nell'agosto 1978 venne prodotto un videoclip promozionale per il singolo Public Image dalla casa di produzione Notting Hill Studio Limited di Peter Clifton, che aveva appena distribuito il film The Punk Rock Movie di Don Letts. Il video venne distribuito il 15 settembre 1978 e trasmesso alla TV britannica in due occasioni separate in ottobre. Nel dicembre 1986 è stato pubblicato in VHS, e nell'ottobre 2005 in DVD.

## Tracce
Testi di John Lydon, musiche dei Public Image Ltd.
Lato A
1. Theme – 9:05
2. Religion I – 1:40
3. Religion II – 5:40
4. Annalisa – 6:00

Lato B
1. Public Image – 2:58
2. Low Life – 3:35
3. Attack – 2:55
4. Fodderstompf – 7:40

## Formazione
- John Lydon - voce
- Keith Levene - chitarra
- Jah Wobble - basso
- Jim Walker - batteria

## Classifiche

### Gran Bretagna
- First Issue rimase nella classifica inglese per 11 settimane e raggiunse come posizione più alta il 22º posto il 23 dicembre 1978.[34]
- Il singolo Public Image entrò nella UK Top 75, dove rimase 8 settimane in classifica raggiungendo la posizione numero 9 il 21 ottobre 1978.[34]

### Altri Paesi
- Negli Stati Uniti, l'album non venne mai distribuito.
- In Nuova Zelanda, First Issue rimase per due settimane nella Top 50 Albums Chart, dove raggiunse come massima posizione la numero 18 il 25 gennaio 1979.[35]

## Curiosità
- Nel 1979, il New Musical Express riportò la notizia che un tribunale di Malta aveva proibito la vendita dell'album sul territorio nazionale a causa del testo del brano Religion accusato di offendere la morale e la decenza pubblica.[36]